# 黑脚信天翁

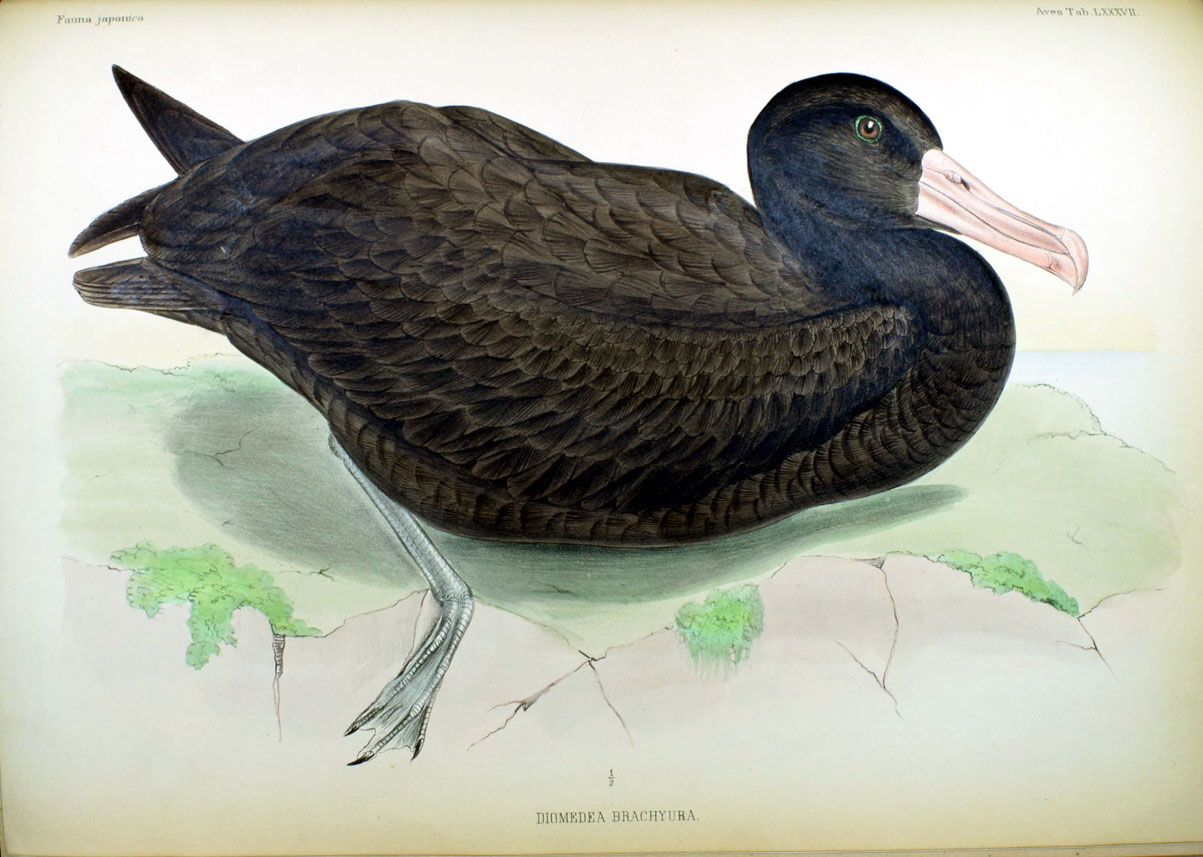
黑脚信天翁，翻摄於圖鑑《日本動物誌》

黑脚信天翁（学名：Phoebastria nigripes）为信天翁科北太平洋信天翁属的鸟类。是一種大型的海鳥，分布于北太平洋以及中国大陆的沿海、台湾海峡，多生活于大洋中的岛屿。该物种的模式产地在太平洋。。
除了2.5%的族群，其他大多數的黑腳信天翁都分布在西北夏威夷群島。這是三種分布於北半球的信天翁之一，通常在孤立的熱帶島嶼上築巢。不像許多信天翁，黑腳信天翁的羽毛是深色的。

## 分類
黑腳信天翁屬於信天翁科Diomedeidae鸌形目Procellariiformes。它們共有一些特徵。首先，它們的鼻道連接到上喙，稱為鼻管。雖然信天翁的鼻孔位於喙的兩側。鸌形目的喙也很獨特，由七到九塊角質板組成。最後，它們會在前胃中儲存由蠟酯和甘油三酯組成的胃油，這既用來防禦掠食者，也為雛鳥和成年鳥在長途飛行中提供高能量的食物來源。它們還有一個位於鼻道上的鹽腺，幫助排鹽，以應對大量攝取海水。這些鹽以高濃度鹽溶液從鼻腔排出。
黑腳信天翁的種小名來自兩個拉丁語詞語，niger意為「黑色」，pes意為「腳」。

## 描述
黑腳信天翁是信天翁家族中的小型成員（與大多數其他海鳥相比仍然很大），幾乎全身都是黑色羽毛。一些成年鳥有白色的尾下覆羽，所有成年鳥在喙基部和眼睛下方都有白色標記。隨著年齡增長，喙基部的白色會越來越多。它的喙和腳也是全黑的，只有一種羽毛。它們的體長為68至74 cm（27—29英寸），翼展為190至220 cm（6.2—7.2英尺），體重為2.6—4.3（5.7—9.5磅）。雄鳥平均體重3.4（7.5磅），較雌鳥的平均3（6.6磅）更重。

## 分布與棲地
黑腳信天翁、黑背信天翁 和罕見的短尾信天翁是三種分布於北半球的信天翁，而家族中其他成員的分布範圍從赤道到南方。已知有至少12個繁殖地點，但總族群的97.5%在西北夏威夷群島的孤立島嶼上集群繁殖，從庫雷環礁到考拉島，如拉森島、中途島環礁和法國軍艦環礁。小族群也分布在日本的鳥島、小笠原群島和釣魚台列嶼，以及墨西哥海岸，主要在瓜達盧佩島。它們在硫磺島、阿格里漢島、陶恩吉環礁、馬庫斯島、威克島和約翰斯頓島已經滅絕。海上的分布範圍隨季節變化（在雛鳥較大或沒有雛鳥時會遠離繁殖島嶼），但它們利用了北太平洋的廣大區域，從阿拉斯加到加利福尼亞和日本進行捕食；然而，它們更偏好東北太平洋。它們在繁殖和捕食範圍上與其他兩種北部信天翁重疊，儘管其他兩種會比黑腳信天翁更北上到白令海。偶爾也會在南半球被發現。

## 行為
它們的叫聲從爭食時的尖叫和吱吱聲到求偶時的喙碰聲、哨聲、呻吟聲和嘎嘎聲不等。

### 繁殖

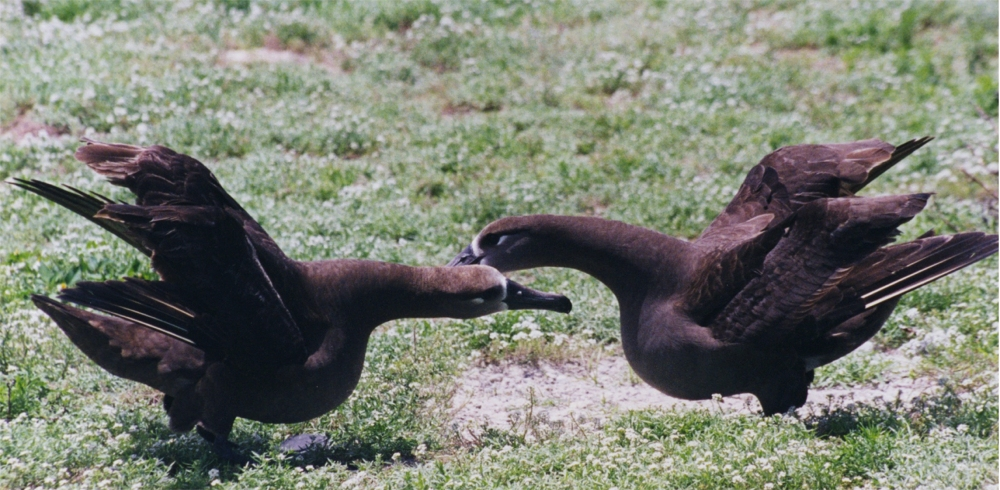
Black-footed Albatross dancing

黑腳信天翁和其他信天翁一樣，形成長期的配偶關係，終生相伴。雛鳥飛行後三年回到聚落，花兩年時間築巢、跳舞並與潛在伴侶共處，這種行為可能是為了確保彼此最大限度的信任（撫養信天翁雛鳥是一項巨大的能量投資，長求偶期讓雙方確認對方的承諾）。大約七年後開始繁殖，每兩年交配一次。
巢是在沙地上刮出的簡單凹陷，裡面放一枚帶紅褐色斑點的白色蛋。蛋孵化期略超過兩個月（65天）。雌雄雙方都會孵蛋，雄鳥孵蛋更多，因為雌鳥孵化後很快離開以補充產卵時消耗的能量。平均孵蛋輪班時間為18天。然而，鳥兒可以等待多達38天才換班，如果伴侶出了問題，另一隻鳥被記錄到可以不吃不喝孵蛋49天。
雛鳥由父母照顧20天，之後父母都會離開巢穴，回來時給雛鳥餵食。雛鳥將喙插入父母的喙內獲得反芻食物。雛鳥首次飛行在140天後完成。

### 捕食
黑腳信天翁在遠洋水域捕食，取食飛魚卵、活魚、魚廢料、魷魚，以及少量的甲殼類動物。它們也會取食浮在水面的碎片，包括塑膠。

## 保護
| 繁殖地點             | 繁殖對數 | 趨勢                 |
| -------------------- | -------- | -------------------- |
| 中途島環礁           | 24,000   | -9.6% 從1992到2001年 |
| 拉森島               | 21,000   | -9.6% 從1992到2001年 |
| 法國軍艦環礁         | 17,895   | -9.6% 從1992到2001年 |
| 鳥島                 | 1,218    | 未知                 |
| 小笠原群島           | 23       | 未知                 |
| 瓜達盧普島           | 337      | 未知                 |
| 其他離岸 墨西哥 島嶼 | 63       | 未知                 |
| 總數                 | 64,500   | -60% 超過56年        |

黑腳信天翁被IUCN列為近危物種，因為它們會在延繩釣中被意外捕獲。估計每年有4,000只被捕獲（基於1990年的捕獲數量）；其他估計數字為8,000，但更近期的估計約為每年6,150只，主要由台灣和日本漁船船隊造成。它們也易受海水油污污染影響，並因攝入漂浮塑膠而減少了胃裡用於運送食物給雛鳥的空間。鳥島上的火山爆發也持續構成威脅。
黑腳信天翁的分布範圍為37,600,000 km2（14,500,000 sq mi），繁殖範圍為28 km2（11 sq mi），成鳥數量約為129,000隻。這些鳥中有24,000對在中途島環礁繁殖，21,000對在拉森島繁殖。鳥島有1,218對，小笠原群島有23對，離岸的墨西哥島嶼約有400對（其中337對在瓜達盧佩島）。這些數據是根據2005年至2007年的估計得出。
美國所有的繁殖地點都受到保護，並在這些島嶼周圍設有50 nmi（93 km）的緩衝區。在這個緩衝區內，延繩釣是被禁止的。幾乎80%的繁殖族群每年都被計數或抽樣調查，大多數漁業也採取措施防止海鳥兼捕。